# Ethel Irene McLennan
Ethel Irene McLennan (Williamstown, 15 de marzo de 1891 - Melbourne, 12 de junio de 1983) fue una botánica, micóloga y educadora australiana.

## Trayectoria
Hija de George McLennan y Eleanor Tucker, nació en Williamstown, Victoria y se educó en la escuela secundaria para niñas de la Iglesia Tintern de Inglaterra en Hawthorn. En 1914, obtuvo una licenciatura en Ciencias de la Universidad de Melbourne. De 1915 a 1931 fue demostradora y profesora de botánica en la universidad. Sus principales áreas de interés fueron la micología y las relaciones entre plantas y hongos. Sin embargo, también fue una de las ilustradoras de La flora de los territorios del norte (1917). En 1921, McLennan completó un doctorado en Ciencias en la universidad. En 1925, recibió una beca de la Federación Internacional de Mujeres Universitarias, lo que le permitió realizar investigaciones en la Estación Experimental Agrícola de Rothamsted y en el Imperial College of Science and Technology de Londres. En 1927, la Universidad de Melbourne le concedió el Premio de Investigación David Syme por su trabajo sobre Lolium, siendo la segunda mujer en ganar el premio. McLennan murió en Melbourne a la edad de 92 años. 

### Carrera académica
De 1931 a 1955 fue profesora asociada de botánica en la Universidad de Melbourne. Sus áreas de investigación incluyeron particularmente las simbiosis fúngicas y endófitos y también la flora fúngica del suelo. McLennan fue jefa interina del departamento de Biología de 1937 a 1938. En colaboración con colegas durante la Segunda Guerra Mundial, contribuyó a mejorar la utilidad de los instrumentos ópticos en las regiones tropicales, donde los hongos eran propensos a causar defectos. Se jubiló en 1955. De 1956 a 1972 fue guardiana a tiempo parcial del herbario de la universidad. 
En 1929, McLennan fue presidenta del Comité Australiano de Mujeres Pan-Pacífico y, en 1934, fue presidenta de la Federación Australiana de Mujeres Universitarias.

## Reconocimientos
- La abreviatura «McLennan» se emplea para indicar a Ethel Irene McLennan como autoridad en la descripción y clasificación científica de los vegetales.[7]La Backusella mclennaniae fue llamada así en honor a McLennan.[cita requerida]

## Publicaciones destacadas
Fue autora o coautora de al menos 17 publicaciones, entre ellas:
- Derrick, E y McLennan, EI (1963) Esporas de hongos encontradas en el aire en Melbourne (Victoria) Australia. Acta Allergologica Revista Europea de Alergia e Inmunología Clínica 18 26 - 43
- EI McLennan (1959) Gastrodia sesamoides R. Br. y su endófito Australian Journal of Botany 7 225 - 229
- McLennan, EI y Ducker, SC (1954) La ecología de los hongos del suelo de un brezal australiano. Revista Australiana de Botánica 2 220 - 245
- Preston, A. y McLennan, EI (1948) Los usos de tintes en medios de cultivo para distinguir hongos que pudren la madera de color marrón y blanco. Anales de Botánica 12 53 - 64
- Turner, JS, McLennan, EI, Rogers, JS y Matthaei, E. (1946) Protección tropical de instrumentos ópticos mediante un fungicida. Naturaleza 158 469-472
- McLennan, EI (1935) Desarrollo no simbiótico de plántulas de Epacris impressa Labill . Nuevo Fitólogo 34 55 - 63
- McLennan, EI (1928) El crecimiento de hongos en el suelo . Anales de biología aplicada 15 95-109
- McLennan, EI (1926) El hongo endofítico de Lolium II. La micorriza en las raíces de Lolium temulentum, L, con una discusión sobre las relaciones fisiológicas del organismo en cuestión. Anales de botánica 40 43-68